# 12 Pułk Haubic Polowych (austro-węgierski)
Pułk Haubic Polowych  Nr 12 (niem. Feldhaubitzregiment Nr. 12) – pułk artylerii polowej cesarskiej i królewskiej Armii.
Szef honorowy (niem. Regimentsinhaber): Jerzy V.
W 1914 roku pułk stacjonował w Sybinie (niem. Hermannstadt, węg. Nagyszeben) na terytorium 12 Korpusu i wchodził w skład 12 Brygady Artylerii Polowej.

## Skład
- Dowództwo
- 4 x bateria po 6 haubic M99[1].

## Komendanci pułku
- płk Karl Kratky ( – 1914)
- ppłk Vinzenz Latka (1914)